# マリアによる福音書
マリアによる福音書（まりあによるふくいんしょ）は、グノーシス主義の福音書文書の1つである。
初期キリスト教の『新約聖書』の外典としてこの名の書籍の存在が伝わっていたとされるが、不明点が多く、全容は知られていなかった。しかし19世紀に偶然に発見され、内容から外典とされていた『マリアによる福音書』であることが確認された。『ナグ・ハマディ写本』から発見された諸文書とともに、グノーシス主義の原典資料として貴重であるだけでなく、初期キリスト教や当時の地中海世界の宗教状況の研究にも重要な文書である。

## 研究史
『マリアによる福音書』は、3世紀頃の初期キリスト教の教父文書などに言及が見られたが、原本は伝存しておらず実体が不明であった。ギリシア語の断片が2つほど見つかっている。
エジプトで発掘され、後にベルリンに運ばれたパピルスの冊子、いわゆる『ベルリン写本』の冒頭部分が『マリアによる福音書』の写本であることが1896年に判明した。十分な長さを持ったまとまった文書は、この写本から見つかったものが唯一のものである。ただし、諸般の事情があって公刊が遅れ、『ナグ・ハマディ写本』の発見後1955年になってようやくテキスト全体が公刊された。
『ベルリン写本』は『ナグ・ハマディ文書』とは別個の写本であるが、同様にサヒディック方言のコプト語で書かれており、ギリシア語原書より翻訳されたものと考えられている。前半および中ほど数頁に欠損があり、残っている部分にも欠落が多く、現存している写本は本来の文書のおそらく半分程度と思われる。

## 内容
前半では、復活した救い主（イエス・キリスト）が弟子たちの質問に答えて啓示を述べ与える対話と、それを受けた弟子たちの間の反応が記されている。
マリアは文書後半部分に登場する。写本では「マリハム」と記されているが、この登場人物はキリスト教の『新約聖書』中に登場するマグダラのマリアのことであると考えられている。
後半部分の概要は次のようになっている。
1. 救い主から福音の宣教を託された弟子たち（使徒）は怯むが、マリアは使徒たちを励ます。
2. ペトロがマグダラのマリアに対し、「救い主が他の女性たちにまさってあなたを愛したことを、私たちは知っています。」として、彼女が救い主から授かった秘伝を他の人々にも話すよう求める。
3. マリアは幻の内に見た救い主の啓示について話す。
4. アンデレ、ペトロはその内容を信じない。マリアは泣いて抗弁する。
5. レビがペトロをたしなめ、使徒たちは宣教に出発する。

前半から後半を通して全体を見ると以下のようにまとめることができる。
これまで、救い主は、聞く耳のあるもの（これはマリアらを指しているようだ）に対して、聞いたこともないような話をしていた。

## 登場人物
ペトロスなどが登場するが、キリスト教のペトロとは性格が異なる

## 日本語訳
日本語訳は、『ナグ・ハマディ文書 II 福音書』（1998年、岩波書店）に収録されている。ただし、日本語版の『ナグ・ハマディ文書』全4巻は、『ナグ・ハマディ写本』のみの翻訳ではなく、この写本群を中心にしているが、それ以外のグノーシス主義文献や、エイレナイオスなどの異端反駁文書からの抜粋も含み、『マリア福音書』も『ナグ・ハマディ写本』には含まれていないが、本訳書シリーズに収録されている。